# لولب أرخميدس

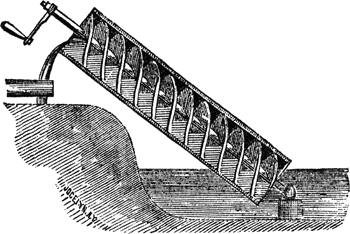
لولب أرخميدس يدار باليد ويرفع المياه من المستوى الأسفل إلى المستوى الأعلى.

لولب أرخميدس أو طنبور أرخميدس أو الطنبور أو شادوف أرخميدس أو البَارم المائي (بالإنجليزية: Archimedes' screw)‏ هو نوع من أنواع المضخات الحلزونية البسيطة، وهو وسيلة ضخ زراعية يدوية قديمة لري الأراضي المرتفعة عن مستوى سطح الماء، وهي عبارة عن اسطوانة طويلة من المعدن، لها يد وبداخلها لولب يسحب الماء بالدوران فيحجز قدرًا من الماء ويظل الماء يرتفع إلى أن يصل إلى بداية القناة التي تصل إلى الحقل ليصب الماء تماماً في المكان الذي يجلس فيه الفلاح الذي توجب عليه أن تكون قدماه في الماء مما كان يؤدي في غالب الأحوال إلى اصابتهم داء البلهارسيات.
وقد استخدمها الفلاحون في الريف المصري منذ القدم مع بعض الآلات البدائية الأولى منها الساقية التي تديرها الحيوانات. إلى أن ظهرت الطلمبات الزراعية التي تعمل بالديزل فحلت محلها.